# Арт-банкинг
Арт-банкинг (англ. Art-banking) — финансово-консультационное сопровождение инвестиций в искусство. Новая услуга, появившаяся на финансовых рынках мира в конце XX — начале XXI века.
Большинство крупных западных кредитных организаций выделяет внутри своих подразделений, ориентированных на работу с VIP-клиентами с портфелями от 500 тыс. евро, отделы art advisory. Пионерами арт-банкинга, то есть финансово-консультационного сопровождения инвестиций в произведения искусства, по ту сторону границы в конце 80-х годов XX века стали швейцарский UBS, немецкий Deutsche Bank и американский Citibank. В России такую услугу уже несколько лет предлагают департаменты private banking крупнейших кредитных организаций, среди которых Газпромбанк, Банк Москвы, Уралсиб, Дойче Банк и Импэксбанк.
Менеджеры арт-банкинга (как правило, специалисты с художественным и экономическим образованием) дают рекомендации клиентам, в какие именно произведения искусства им выгоднее вложить деньги, чтобы в будущем при желании их можно было бы хорошо продать (частные коллекции часто выкупаются государственными музеями). Кроме этого, клиенту обеспечивается правильная оценка и экспертиза произведений искусства, помощь в составлении коллекций (картины могут стоить гораздо дороже, если их продавать как коллекцию), реставрации и хранении работ.
Специалисты компании Art Market Research утверждают, что за последние 30 лет наиболее выгодным размещением капитала стали вложения в западно-европейскую живопись и скульптуру — при инвестициях в высшую ценовую категорию доход может составить 10—15 % годовых в валюте. Раритетные художественные и исторические фотографии приносят около 9,3 % годовых. Из китайского фарфора можно «извлечь» 6,7 % годовых.